# Giovanni Battista Martini
Giovanni Battista Martini (Bolonya, Estats Pontificis, 1706 - 1784) fou un teòric musical, compositor i pedagog italià. Fou conegut com a Pare Martini.

## Biografia

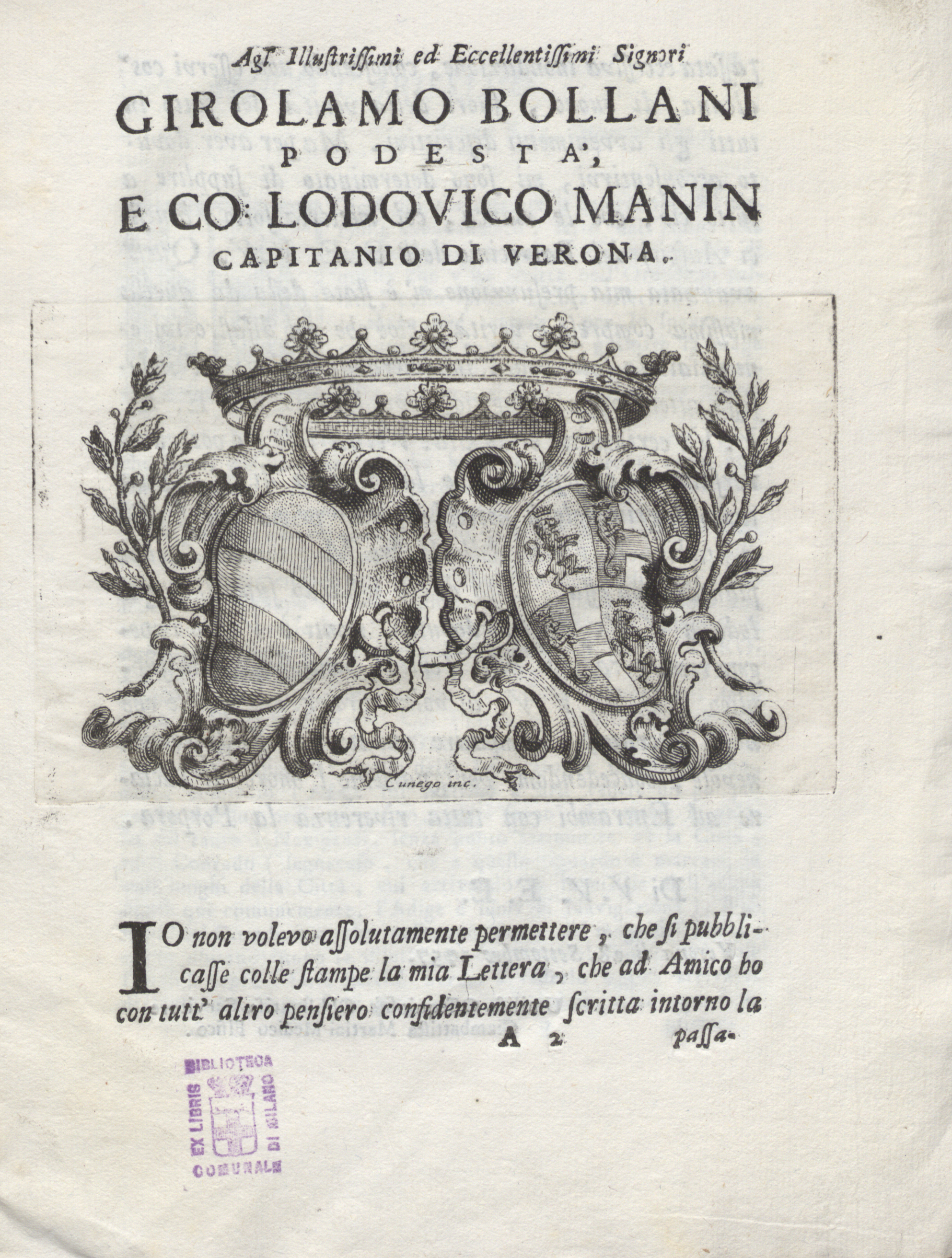
Lettera famigliare intorno l'inondazione di Verona (1757)

Va dur a terme estudis de cant, violí, clavicèmbal, i amb Ricieri feu els de composició. Fou nomenat mestre de capella de l'església de Sant Francesc de Bolonya el 1725, on quatre anys més tard fou ordenat capellà. Gràcies a l'èxit obtingut per la seva música, el 1753 li oferiren el càrrec de mestre de capella de la basílica de Sant Pere, que rebutjà.
Martini fou el teòric musical més notable de l'Europa de la segona meitat del segle xviii, encara que això limità la seva importància com a músic i documentalista (tenia una biblioteca amb més de 17.000 volums). La seva Storia della Musica, que publicà en tres volums apareguts entre els anys 1757 i 1781, es caracteritza per un dualisme entre el respecte per la tradició i una tensió vers el progrés de la nova música, dualitat que persisteix en els dos llibres del fonamental tractat de contrapunt Esemplare ossia Saggio Fondamentale pratico di contrappunto sul canto fermo, editat els anys 1774 i 1775, i considerat el manifest estètic de Martini.
També apareixen contradiccions entre els aspectes teòrics i la seva pràctica compositiva, que confirmen un perfil poc homogeni. Fou un autor principalment d'obres de música sacra, que es caracteritzaren pel desenvolupament de les melodies i un contrapunt exemplar, dintre d'un estricte respecte de les formes. Destaquen les seves misses, els oratoris i els salms. Compongué també obres de música vocal profana, com cantates i àries, en les quals utilitzà versos de Pietro Metastasio, i peces per a clavicèmbal. Va escriure també uns intermezzi a l'estil de Pergolesi, però no tingueren gaire èxit.
Franciscà, home molt culte, també era teòleg, matemàtic i filòsof. Amb un caràcter amable, va fer per exemple amistat amb el papa Climent XIV, Frederic Guillem II de Prússia i amb el jove Mozart, que conegué quan aquest viatjà a Itàlia, i que tingué sempre en consideració. També es va reunir amb el compositor bohemi Václav Pichl, mestre de capella a l'arxiduc Ferran d'Àustria-Este, el governador austríac de la Llombardia.

## Obra pedagògica
És considerat el mestre de composició més famós de la segona meitat del segle xviii. El 1758 va ser convidat a ensenyar a l'Acadèmia Filharmònica de Bolonya i el 1777 va ser Accademico della Arcadia de Roma, sota el pseudònim de Aristosseno Anfioneo. El 1780 es va incorporar a l'Acadèmia Filharmònica del duc de Mòdena. L'any següent va sortir de l'Acadèmia Filharmònica de Bolonya, arran de la controvèrsia que es va produir després de ser elegit Stanislao Mattei, com el seu successor a San Francesco. Entre els seus alumnes destaquen:
- Pietro Pompeo Sales[3]
- Giuseppe Paolucci
- Giovanni Battista Mancini (castrati)
- Pietro Morandi
- Giuseppe Sarti
- André Grétry
- Christoph Willibald Gluck
- Florian Leopold Gassmann
- Johann Christian Bach
- Gian Francesco de Majo
- Antonio Boroni
- Bernardo Ottani
- Filippo Gherardesca
- Wolfgang Amadeus Mozart
- Niccolò Jommelli
- Luigi Antonio Sabbatini
- Antonio Brunetti
- Quirino Gasparini
- Giovanni Domenico Perotti
- Maksym Berezovsky

## Compositor
La fama del Pare Martini com a estudiós i teòric de la música, va arribar a eclipsar les seves composicions musicals, però va ser l'autor de diverses composicions d'interès general en molts gèneres musicals. Tot i que estava convençut de la superioritat de la música sacra sobre la resta, a part de les seves 700 composicions sacres corals, també va escriure una gran quantitat de música secular, incloent: 23 cantates, el duetti buffi, el duetti da camera, que es van representar amb cert èxit. Martini no va descuidar la música d'òpera: va escriure Intermezzo, com el L'impresario delle Canarie, amb un estil influenciat per Pergolesi, de les que no hi ha constància d'haver-se representat públicament, i que cal suposar que estaven destinats a particulars.
També es va dedicar intensament a la música instrumental: va escriure 12 concerts, 24 simfonies de cambra, més de 100 sonates, 1.273 cànons i altres obres de cambra.